# داماک
داماک (انگلیسی: DAMAC) شرکت املاک و مستغلات اماراتی است، که در سال ۲۰۰۲ توسط حسین سجوانی تأسیس شد.